# 四正丁基氫氧化銨
四正丁基氫氧化銨是示性式为(CH3CH2CH2CH2)4NOH的化合物，缩写为(n-Bu)4NOH，缩写为TBAOH或TBAH 。這種物質往往被配置為水或醇溶液。它是有機化學反應中所常用的鹼。相对于更常规的無機碱，例如氫氧化鉀和氫氧化鈉 ，(n-Bu)4NOH更可溶于有机溶剂。 

## 制备和反应
四正丁基氫氧化銨的溶液通常由四正丁基銨鹵化物(n-Bu)4NX原位制備，例如通過使它們與氧化银反應或使用離子交換樹脂来制備。若欲分離純化四正丁基氫氧化銨會引發霍夫曼消除，從而生成三正丁胺和1-丁烯。因此，氢氧化四丁基铵的溶液通常會有三正丁胺的雜質。 
用各种酸處理四正丁基氫氧化銨會產生水和其他四正丁基銨鹽：
{\displaystyle {\ce {(n-Bu)4NOH + HX -> (n-Bu)4NX + H2O}}}

## 应用领域
四正丁基氫氧化銨是一种强碱，通常在相转移条件下用于实现烷基化和去质子化。典型的反应包括胺的苄基化和氯仿脫去氯化氫生成二氯卡賓。 
四正丁基氫氧化銨可以各种無機酸行酸鹼中和反應，得到的具親脂性相對應無機酸共轭碱。例如，用焦磷酸二钠 (Na2H2P2O7)和四正丁基氫氧化銨反應會產生[(n-Bu)4N]3[HP2O7]，其可溶于有机溶剂。 类似地，以氢氟酸中和四正丁基氫氧化銨可获得相對無水的四正丁基氟化铵 (TBAF) 。这种鹽溶于有機溶剂，可用于去矽烷基化。